# Kassandra Missipo
Kassandra Missipo, née le 3 février 1998 à Asse en Belgique, est une footballeuse internationale belge qui joue au poste de milieu de terrain à l'US Sassuolo.

## Biographie
Le 20 juin 2022, elle est sélectionnée par Ives Serneels pour disputer l'Euro 2022.
Le 6 février 2023, la Belge est sélectionnée par Ives Serneels pour disputer la Arnold Clark Cup 2023. Cette dernière étant un tournoi de football féminin sur invitation organisé par la Fédération anglaise de football.

## Palmarès
- Vainqueur de la Coupe de Belgique en 2017 et en 2019 avec AA Gand Ladies

## Distinctions
- Sparkle 2019